# Bierasniouka (obwód witebski)
Bierasniouka (biał. Бераснёўка; ros. Береснёвка, Bieriesniowka) – wieś na Białorusi, w obwodzie witebskim, w rejonie dokszyckim, w sielsowiecie Biehomla. W 2009 roku liczyła 87 mieszkańców.